# Exe (rivier)
De Exe is een 56 km lange rivier in het Verenigd Koninkrijk die in zuidelijke richting door Devon en Somerset stroomt. De bron van de Exe ligt in het Nationaal park Exmoor en zij mondt uit in Exmouth in Het Kanaal. De grootste stad waar zij doorstroomt is Exeter.